# وی۴۳۳ ارابه‌ران
وی۴۳۳ ارابه‌ران یک ستاره است که در صورت فلکی ارابه‌ران قرار دارد.